# Flextid
Flextid (kan også staves flekstid), også kaldet fleksibel arbejdstid, er et begreb, som optræder på mange arbejdspladser i dag. I korte træk dækker flextid over en arbejdstidsordning hvor medarbejderne har mulighed for selv at bestemme tidspunkterne på dagen, de ønsker at arbejde. Ideen om flextid blev oprindeligt udtænkt af den tyske ledelseskonsulent,
Christel Kammerer.
Flextid omhandler typisk (men er ikke begrænset til) funktionæransatte indenfor både den private sektor og offentlige sektor. Med fleksible mødetider kan medarbejderne i højere grad selv kan bestemme deres arbejdstid fra dag til dag, så længe de arbejder et vist antal timer henover en periode, og indenfor rammerne af arbejdspladsens givne retningslinjer. Perioden hvori medarbejderen skal opnå en vis samlet arbejdstid kan eksempelvis være en dag, en uge eller en måned, afhængig af arbejdstidsreglerne på den enkelte arbejdsplads.
Typisk kan medarbejdere med en flextidsordning optjene flextid i perioder, hvor de eksempelvis arbejder meget, og anvende denne positive flexsaldo til at gå tidligt/møde sent andre dage, eller måske afholde én eller flere fridage.
I Danmark var særligt den offentlige sektor frontløber for de fleksible arbejdstider, hvor dette i løbet af 1970'erne og 1980'erne blev indført på mange danske offentlige arbejdspladser. De fleksible arbejdstidsordninger bredte sig i den forbindelse også til den private sektor. Allerede dengang opstod behovet hurtigt for at kunne administrere medarbejdernes flextid effektivt, hvilket første til anvendelsen af EDB-løsninger og maskiner til registreringer og beregninger af medarbejdernes arbejdstid.
Virksomheden, Max Bodenhoff, som tidligere havde haft stor succes med agenturet på bl.a. hulkort og hulkortmaskiner fra IBM (indtil den amerikanske virksomhed i 1950 selv valgte at etablere sig i Danmark som IBM Danmark ApS), var blandt de første til at levere EDB-løsninger og maskiner til formålet i Danmark, inspireret af erfaringer fra især Tyskland, hvorfor flextids-løsningerne, som Max Bodenhoff fik agentur på, ligeledes typisk var tysk udviklede (herunder fra tyske Interflex Datensysteme GmbH, der blev grundlagt i 1976, og i dag fortsat udvikler IT-løsninger til bl.a. dette formål).
I dag administrerer mange arbejdspladser medarbejdernes flextid ved hjælp af moderne IT-løsninger til tidsregistrering og Workforce management.
Ifølge en undersøgelse fra 2018 fra Rockwool Fonden havde ca. 62% af de danske lønmodtagere fleksibel arbejdstid (en stigning fra ca. 42% i 2008, hvor fonden foretog samme undersøgelse).

## Forskning i flextid
Flextid blev akademisk introduceret i 1970, og har sidenhen udgangspunkt for mange forskningsartikler. Igennem flere årtier har akademiske artikler bidraget til den øgede viden og interesse for fleksibel arbejdstid. En af baggrundene for udviklingen og udbredelsen af begrebet har været akademiske studier, som hovedfokus. Disse leverer også beviser for det betydelige antal og den løbende stigning i brugen af fleksibel arbejdstid i mange lande.
Undersøgelser, der undersøger hvem der får adgang til flextid, har vist, at det typisk er medarbejdere med højere uddannelser, samt medarbejdere i ledelsesstillinger, der får mulighed for flextidsordninger. I modsætning til hvad mange antager, har kvinder ikke bedre adgang til flextidsordninger, end mænd. Kvindedominerede arbejdspladser har rent faktisk dårligere adgang til flextid sammenlignet med arbejdspladser med flest mænd, eller arbejdspladser med en ligelig fordeling mellem mænd og kvinder.
Mange studier undersøger resultaterne af anvendelsen af flextid. Eksempelvis gav et studie af Origo og Pagani, baseret på en stikprøve af europæiske lande, en dyb analyse af konceptet for flextid ved at teste niveauet af heterogenitet i effekten af fleksibilitet på jobtilfredshed og fandt positive forbindelser mod nogle aspekter af jobbet, mens negative eller ingen relation blev fundet mod andre aspekter. Der er stigende beviser for fleksibel arbejdstid som "business case". En meta-analyse af studier har vist at fleksibel arbejdstid kan give en bred vifte af fordele for virksomheder, inklusive stigning i produktivitet, præstation samt reduktion af fravær, mv.
Flextid kan både forebygge samt skabe muligheder. Der er generelt et positivt forhold mellem flextid og opfattelse af arbejdskvalitet i form af bl.a. bedre balance mellem arbejde og privatliv. Fleksibel arbejdstid er også blevet forbundet med øget rekruttering og fastholdelse af medarbejdere. Chung og van der Horst har vist at anvendelsen af flextid reducerer sandsynligheden for, at mødre reducerer deres arbejdstid efter fødslen, samt reducerer sandsynligheden for at førstegangsmødre helt og holdent forlader deres arbejdsplads. Fleksible arbejdstidsordninger er en af de vitale faktorer i den politiske diskurs i Den Europæiske Union. Det er et middel til at reducere arbejdsløshed, øge den økonomiske og sociale samhørighed, opretholde økonomisk konkurrenceevne og styrke lige muligheder for mænd og kvinder.
Men flextid er ikke uden problemer hvis ordningen anvendes med omtanke, da studier også har vist, at det også kan føre til en stigning i overtidstimer.

## Flextid og Europa-Kommissionen
I 2017 foreslog Europa-Kommissionen "the Directive on Work-Life Balance" Arkiveret 5. januar 2019 hos  Wayback Machine, som inkluderer udvidelsen af retten til at anmode om fleksible arbejdsordninger (reducerede arbejdstider, fleksible arbejdstider og fleksibilitet i arbejdssted) for alle arbejdende forældre til børn op til 12 år og plejere med afhængige familiemedlemmer. Direktivet inkluderer også ikke-lovgivningsmæssige foranstaltninger, der sikrer beskyttelse mod forskelsbehandling og afskedigelse af forældre (herunder gravide kvinder og arbejdstagere, der kommer tilbage fra orlov) og plejere, og tilskynder til kønsbalanceret brug af familierelaterede orlov og fleksible arbejdsordninger.

## Underbegreber
I forbindelse med flextidsordninger anvendes typisk også flere underbegreber, afhængig af de enkelte regelsæt mv.:
- Fixtid: Er det tidsrum på dagen, hvor alle medarbejdere forventes at være, eller skal være, til stede (eksempelvis fra klokken 09.00 til klokken 15.00).
- Normtid: Indikerer medarbejderens normerede arbejdstid, f.eks. 7,24 timer pr. dag (eller 7,4 timer, hvis der regnes i hundrededele/industriminutter) ved 37 timer fordelt ligeligt henover en 5 dages arbejdsuge.
- Flexrammer: Indikerer tidsrummet hvor medarbejderen selv kan planlægge sin arbejdstid ("flexe") - dvs. hvor tidligt på dagen medarbejderne kan møde ind, og hvor sent medarbejderen kan gå hjem (også kaldet fleksibel tid), og samtidig optjene flex (ikke alle arbejdspladser anvender flexrammer).

## Registrering af arbejdstid
Medarbejdere, som har en flextidsordning vil typisk registrere deres arbejdstid, enten i form af registrering af de daglige komme- og gå-tider eller ved registrering af en samlet præsteret arbejdstid således, at der kan holdes regnskab med flextiden. Registreringerne kan foregå i enkle regneark, men i mange store og mellemstore virksomheder anvendes i dag IT-løsninger, som f.eks. tidsregistreringssystemer eller Workforce management løsninger til formålet, som også kan holde styr på forskellige overenskomstmæssige eller andre ansættelsesmæssige forhold.

## Fleksibel Timebank
Fleksibel Timebank (eller bare Timebank), er en arbejdstidsordning, som ligeledes er afledt af flextidsordningen. Timebank-ordningen blev bl.a. indført i Danmark i 2012 med Finansforbundets overenskomst, og er derfor særligt udbredt i den danske finansielle sektor. Ordningen er oprindeligt afledt af den tyske forbundsregerings reformprogram, som blev vedtaget af den tyske forbundsregering den 21. august 2002. Derefter meddelte forbundskansler, Gerhard Schröder, at programmet ville invitere den tidligere direktør for Human Resource Management hos selskabet, Volkswagen, Peter Hartz, som formand for arbejdsmarkedsreformudvalget. Formålet med dette program var at gøre arbejdsmarkedets stivhed mere fleksibel, og ændre den gamle sociale velfærdspolitik for at lette tunge økonomiske byrder. I dag findes timebanksordningen dog i mange former.

### Definition
Konceptet for fleksible timebanker er, at etablere medarbejdernes egne arbejsdtidskonti, og at medarbejdere kan opspare deres arbejdstid, ligesom at opspare penge, på deres egne konti. Arbejdstiden på kontiene er deres aktiver, så begge partner (arbejdsgiverne og arbejdstagerne) kan øge eller reducere saldiene ifm. det nødvendige arbejde, uden at det har indflydelse på lønnen eller velfærden.

## Administration af flextid
Medarbejderes flextid håndteres på meget forskellige måder, bl.a. afhængig af arbejdspladsens størrelse, regler mv. Nogle arbejdspladser vælger at lade medarbejderne angive deres komme- og gå-tider, eller samlede præsterede arbejdstider i simple regneark. Men da dette kan være meget besværligt at håndtere på arbejdspladser med et større antal medarbejdere, anvender mange af disse IT-løsninger til formålet (eksempelvis systemer til tidsregistrering eller Workforce management).

## Fordele og ulemper ved flextidsordninger
Fordele
Der nævnes mange fordele for både medarbejdere og arbejdsgivere ifm. flextidsordninger, herunder eksempelvis:
- Medarbejder medindflydelse og større mulighed for at tilpasse arbejdstiden til egne behov og vaner (herunder egen døgnrytme mv.).
- Større frihed for medarbejderen ifm. private gøremål (herunder f.eks. hente og bringe børn, indkøb, fleksibilitet efter barsel mm.).
- Bedre balance for medarbejderne mellem arbejdstid og privatliv.
- Øget rekruttering og bedre fastholdelse af medarbejdere.
- Trafikale fordele for medarbejderne, såsom at undgå myldretid (hvilket nogle også mener kan være af samfundsmæssig interesse) samt bedre mulighed for tilpasning til kollektiv transport.
- Forebyggelse af stress, da eventuelt over-akkumuleret tid og overarbejde synliggøres.
- Øgning af generel trivsel.

Ulemper
Blandt ulemper ved flextidsordninger kan eksempelvis nævnes:
- Ordningen kan ikke nødvendigvis indføres i alle typer af arbejde/arbejdspladser.
- Ordningen kan være svær at administrere uden investering i eksempelvis værktøjer/IT-løsninger til formålet.
- Nogle medarbejdere kan føle sig kontrollerede, når arbejdstiden skal registreres, hvis ikke de informeres tilstrækkeligt om formålet.
- Ordningen kan være tidskrævende at indføre og kan medføre investeringer i eksempelvis IT-system eller tilsvarende.